# Márcio Bahia
Márcio Villa Bahia (Niterói, 18 de dezembro de 1958) é um percussionista e baterista brasileiro.
Aos três anos de idade começou a tocar bateria e estudou na Escola de Música Villa-Lobos (RJ).
Fez parte dos grupos Íris e O Circo. Com esse último excursionou por cidades do Rio de Janeiro e realizou sua primeira gravação. 
Em 1978, atuou na Banda de Lá, ao lado de Ricardo Rente, Vítor Mansur, Eduardo, Renato, Luís Franco e Paulo Aboud. 
De 1978 a 1980, integrou a Orquestra Sinfônica do Teatro Municipal do Rio de Janeiro. Nesse período, atuou também com grupos de música popular. Fez parte do grupo de percussão da Escola de Música Villa-Lobos (EMVL), com o qual venceu, em 1979, o primeiro concurso da EMVL e Colégio da Orquestra Sinfônica Brasileira, além de ter sido contemplado com o primeiro prêmio como solista. Nessa mesma época, participou do grupo de percussão da Rádio MEC. 
Em 1980, formou, juntamente com Raimundo Luis, Mazinho Ventura, Poubel, Renato Franco e Carlos Malta, o conjunto Swing Mania. 
Desde 1981 faz parte do grupo de Hermeto Pascoal, com o qual vem se apresentado no Brasil e no exterior. 
Tocou nos maiores festivais de jazz na Europa e EUA, Japão e América do Sul.  
Paralelamente ao seu trabalho com Hermeto, vem desenvolvendo projetos na área do ensino, ministrando worshops, master classes, cursos e aulas. Já ensinou em: Curso de verão da Escola de Música de Brasília (3 anos), Oficina de Música de Curitiba, Escola de Música Villa Lobos, Conservatório de Música de Colonia em Nürenberg (Alemanha), New Orleans University e Loyola University(EUA), "Primeira Baquetada de Teresina" (Piauí), Unicamp (Campinas), Segundo Encontro Latino Americano de Percussão (SP), Escuela Universitaria de Musica (Montevidéu, Uruguay) entre outros...
Toca (ou já tocou) com grandes nomes do cenário musical como: Hamilton de Holanda, Marco Pereira, Vittor Santos, Leny Andrade, Jhonny Alf, Marcos Valle, João Donato, Carlos Lira, Roberto Menescal e Wanda Sá, Joyce, Gilson Peranzetta, João Bosco, Maria Bethania, Leila Pinheiro, Eliane Elias, David Friedman, Thijs Van Leer,(Focus), Baden Powell,Toquinho, Ednardo, Fagner, entre outros.
Em 1994, integrou a UK Big Band, formada por Hermeto Pascoal e Grupo e músicos de jazz da Inglaterra. Vem promovendo, ao lado de Itiberê Zwarg, cursos e workshops na Escola de Música Villa-Lobos.